# サンベリー

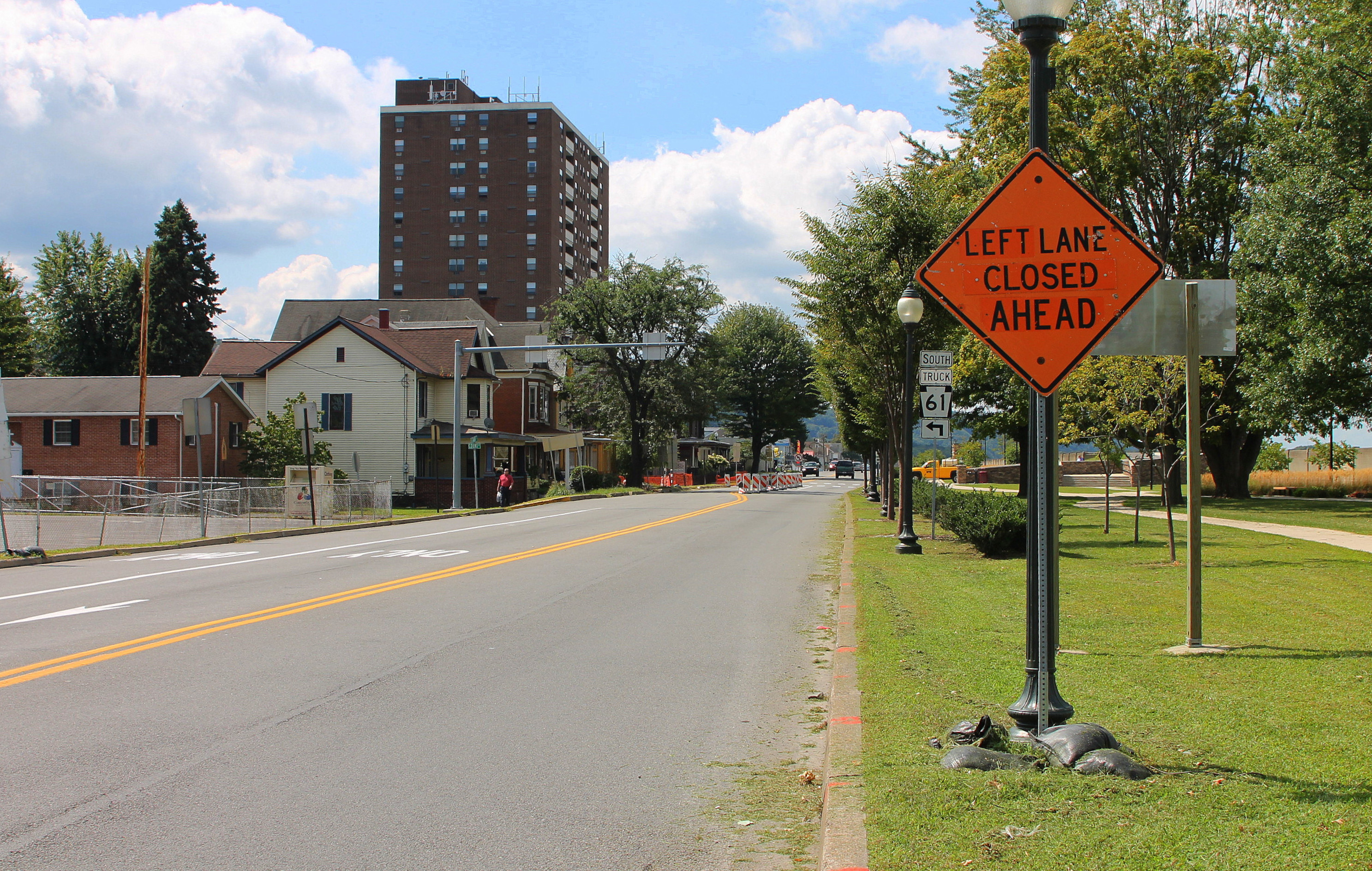

サンベリー（Sunbury）は、アメリカ合衆国ペンシルベニア州の都市。ノーサンバーランド郡の郡庁所在地である。人口は9,719人（2020年）。サスケハナ川に面している。

## 地理

ノーサンバーランド郡内の位置

サンベリーは北緯40度51分50秒、西経76度47分21秒にある。アメリカ国勢調査局によると、サンベリーの総面積は5.6km2で、5.5km2が陸地、0.1 km2が水に覆われている。

## 人口
2000年の国勢調査によると、サンベリーの人口は10,610人であり、4,540世帯、2,637家族が居住している。人口密度は 1平方キロメートルあたり1,932.3人である。5,072軒の家があり、1平方キロメートルあたり923.7軒の家が建っている。町の人種構成は、95.26%が白人、1.29%がアフリカ系アメリカ人、0.14%がアメリカ先住民、0.26%がアジア人、0.02%が太平洋諸島系、1.91%がその他の人種であり、1.11%は混血である。人口の3.09%はラテン系である。
全世帯の28.7%には18歳未満の子供が同居しており、39.2%は夫婦で一緒に生活している。14.3%は夫のいない女性が世帯主であり、41.9%は独身である。全世帯の36.3%は一人暮らしであり、16.7%が65歳以上である。平均世帯人数は2.24人、平均家族人数は2.91人である。
サンベリーの人口は、23.9%が18歳未満、18歳以上24歳以下が8.7%、25歳以上44歳以下が29.5%、45歳以上64歳以下が20.5%、65歳以上が17.4%である。年齢の中央値は37歳である。女性100人に対して男性は87.6人であり、18歳以上の100人の女性に対して男性は83.7人である。
町の1世帯あたりの平均収入は25,893ドルであり、1家族あたりの平均収入は33,148ドルである。男性の平均収入が26,497ドルに対し、女性の平均収入は18,994ドルである。1人あたりの収入は13,350ドルである。人口の18.1%（全家族の14.6%）が極貧層である。18歳以下の住民の26.7%、65歳以上の住民の11.9%は貧しい生活を送っている。

## 地元メディア
地元新聞に『ザ・デイリー・アイテム』が、ニュース・スポーツ全般を扱う地元ラジオ局に WKOK（1070kHz）がある。